# Guilherme Cobbo
Guilherme Cobbo (Uraí, 1 de outubro de 1987) é um atleta brasileiro, que compete no salto em altura masculino. 
Representou o Brasil nos jogos de Londres 2012.

## Competition record
| Ano                 | Competição                                              | Local                   | Posição             | Notas               |
| Representing Brasil | Representing Brasil                                     | Representing Brasil     | Representing Brasil | Representing Brasil |
| ------------------- | ------------------------------------------------------- | ----------------------- | ------------------- | ------------------- |
| 2004                | South American Youth Championships                      | Guayaquil, Ecuador      | 6th                 | 1.80 m              |
| 2005                | Pan American Junior Championships                       | Windsor, Canada         | 3rd                 | 2.15 m              |
| 2005                | South American Junior Championships                     | Rosario, Argentina      | 2nd                 | 2.09 m              |
| 2006                | Lusophony Games                                         | Macau                   | 3rd                 | 2.10 m              |
| 2006                | World Junior Championships                              | Beijing, China          | 15th (q)            | 2.14 m              |
| 2006                | South American U23 Championships / South American Games | Buenos Aires, Argentina | 5th                 | 2.08 m              |
| 2008                | South American U23 Championships                        | Lima, Peru              | 2nd                 | 2.14 m              |
| 2009                | Lusophony Games                                         | Lisbon, Portugal        | 1st                 | 2.16 m              |
| 2010                | Ibero-American Championships                            | San Fernando, Spain     | 4th                 | 2.15 m              |
| 2011                | South American Championships                            | Buenos Aires, Argentina | 2nd                 | 2.20 m              |
| 2012                | Ibero-American Championships                            | Barquisimeto, Venezuela | 2nd                 | 2.25 m              |
| 2012                | Olympic Games                                           | London, United Kingdom  | 16th (q)            | 2.21 m              |
| 2013                | South American Championships                            | Cartagena, Colombia     | 2nd                 | 2.19 m              |
| 2014                | Ibero-American Championships                            | São Paulo, Brazil       | 3rd                 | 2.24 m              |
| 2016                | Ibero-American Championships                            | Rio de Janeiro, Brazil  | 2nd                 | 2.23 m              |